# Diários de Motocicleta
Diarios de motocicleta (bra: Diários de Motocicleta; prt: Diários de Che Guevara) é um filme franco-germano-brasilo-chileno-peruano-argentino-estadunidense de 2004, dos gêneros drama biográfico e aventura, dirigido por Walter Salles, com roteiro de José Rivera e Alberto Granado baseado nos diários de viagem de Ernesto Che Guevara.
O filme narra a expedição de 1952, inicialmente por moto, em toda a América do Sul por Guevara e seu amigo Alberto Granado de 29 anos de idade. Como a aventura, inicialmente centrada em torno de hedonismo juvenil, se desenrola, Guevara se descobre transformado por suas observações sobre a vida do campesinato indígena empobrecido. Através dos personagens que eles encontram em sua jornada continental, Guevara e Granado testemunham em primeira mão as injustiças que o rosto destituído e estão expostos a pessoas e classes sociais que eles nunca teriam encontrado de outra forma. Para sua surpresa, a estrada apresenta-lhes uma imagem verdadeira e cativante da identidade latino-americana. Como resultado, a viagem também planta a semente inicial de dissonância cognitiva e radicalização dentro de Guevara, que supostamente viria a ver a revolução armada como forma de combater as desigualdades econômicas endêmicas do continente.
O roteiro é baseado principalmente no livro de mesmo nome de Guevara de literatura de viagem, com um contexto adicional fornecido pelo Traveling with Che Guevara: The Making of a Revolutionary por Alberto Granado. Guevara é interpretado por ator mexicano Gael García Bernal (que já interpretou Che na minissérie de 2002 Fidel) e Granado pelo ator argentino Rodrigo de La Serna, que coincidentemente é um primo de segundo grau na vida real de Guevara em seu lado maternal. Dirigido pelo brasileiro Walter Salles e escrito pelo dramaturgo porto-riquenho José Rivera, o filme foi uma co-produção internacional entre as empresas de produção da Argentina, Estados Unidos, Alemanha, Reino Unido, Chile, Peru e França. Produtores executivos do filme foram Robert Redford, Paul Webster, e Rebecca Yeldham, os produtores foram Edgard Tenenbaum, Michael Nozik e Karen tenkoff, e os co-produtores foram Daniel Burman e Diego Dubcovsky.

## Sinopse
Che Guevara (Gael García Bernal) era um jovem  estudante de medicina que, em 1952, decide viajar pela América do Sul com seu amigo Alberto Granado (Rodrigo de La Serna). A viagem é realizada em uma moto La Poderosa, que na verdade não é tão poderosa assim e acaba quebrando após 8 meses. Eles então passam a seguir viagem através de caronas e caminhadas, sempre conhecendo novos lugares. Porém, quando chegam a Machu Pichu, a dupla conhece uma colônia de pessoas com hanseníase e passam a questionar a validade do progresso econômico da região, que privilegia apenas uma pequena parte da população.

## Elenco
- Gael García Bernal... Ernesto Guevara de la Serna
- Rodrigo de La Serna... Alberto Granado
- Mercedes Morán ... Celia de la Serna
- Jean Pierre Noher... Ernesto Guevara Lynch
- Lucas Oro ... Roberto Guevara
- Marina Glezer ... Celita Guevara
- Sofia Bertolotto ... Ana María Guevara
- Franco Solazzi ... Juan Martín Guevara
- Diego Giorzi ... Rodolfo
- Facundo Espinosa ... Tomás Granado
- Mía Maestro ... Chichina

## Galeria do Elenco

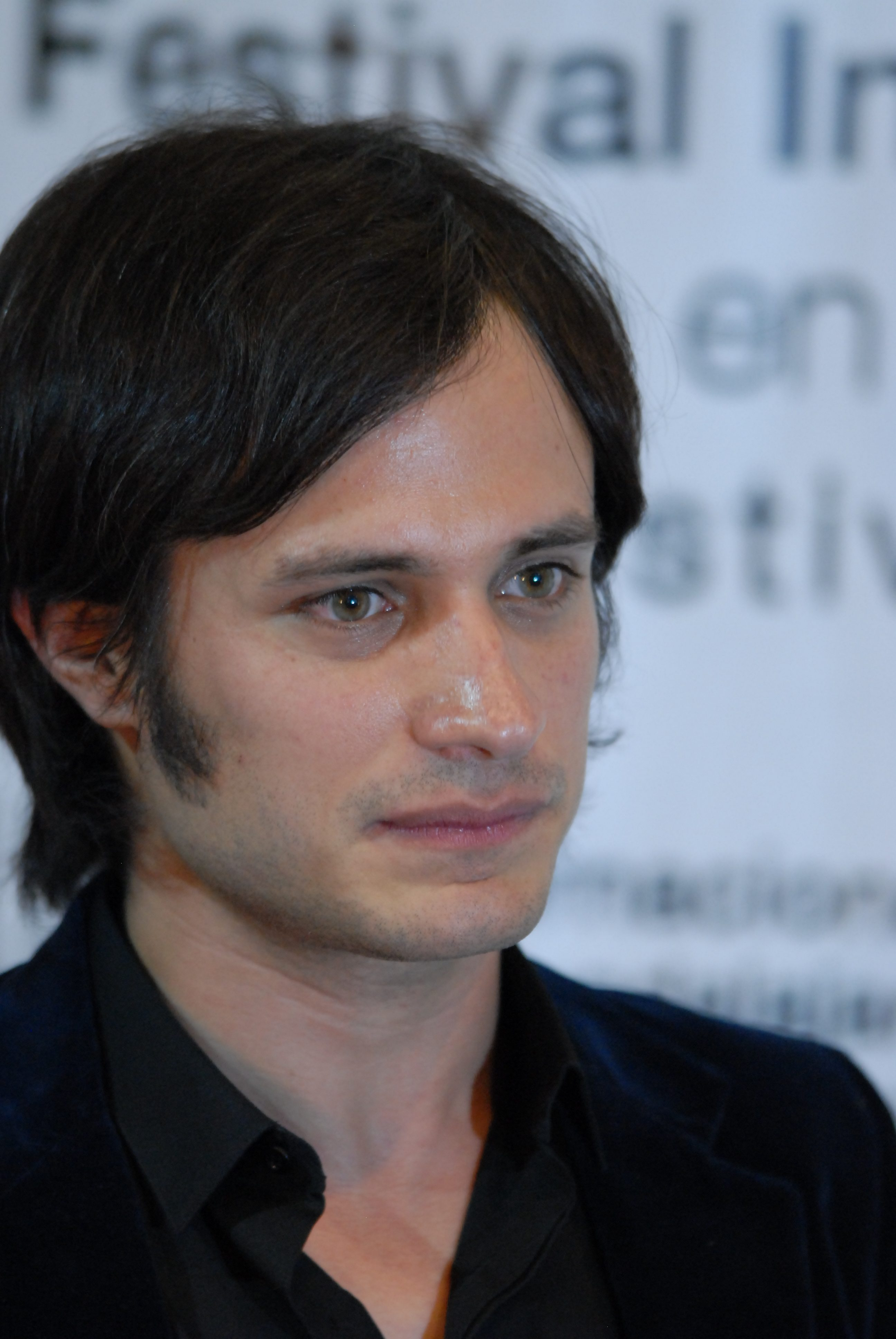
Gael García Bernal
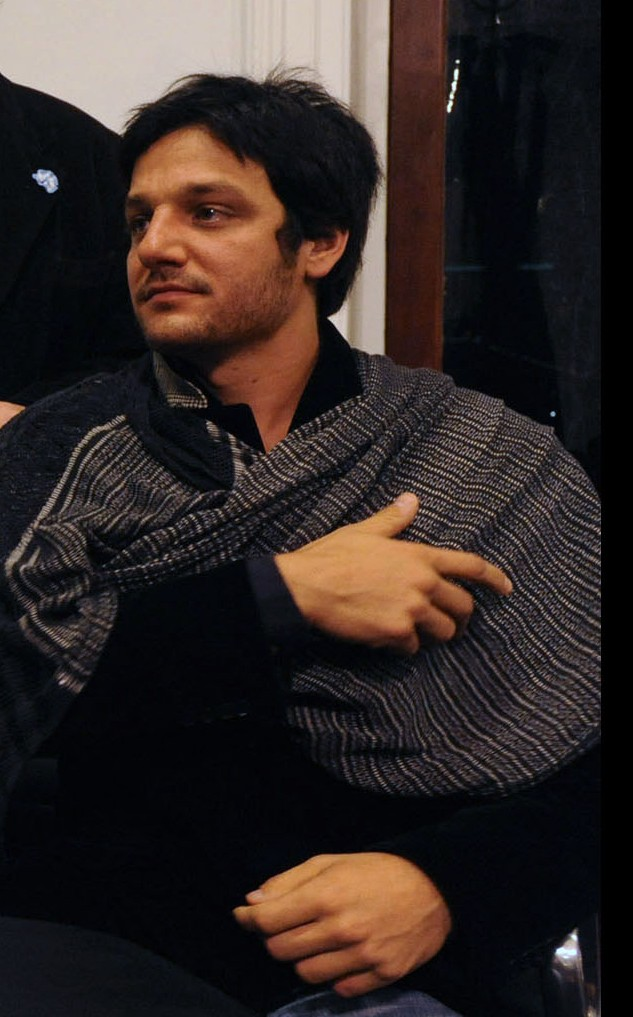
Rodrigo de la Serna
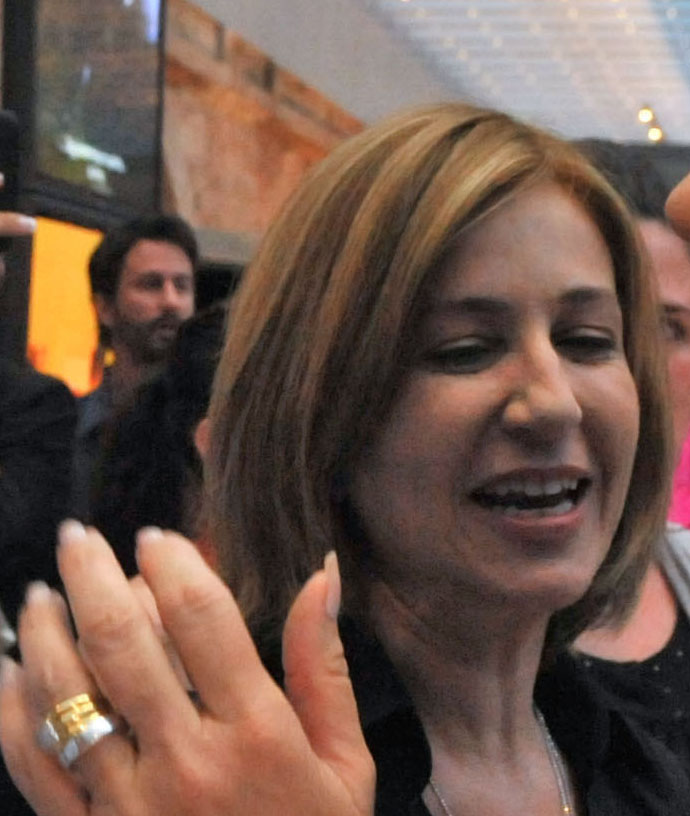
Mercedes Morán

## Recepção
The Motorcycle Diaries teve recepção geralmente favorável por parte da crítica especializada. Em base de 37 avaliações profissionais, alcançou uma pontuação de 75% no Metacritic.

## Prêmios e indicações
| Prêmio/Evento                                     | Categoria                          | Recipente                              | Resultado | Ref.   |
| ------------------------------------------------- | ---------------------------------- | -------------------------------------- | --------- | ------ |
| Oscar 2005                                        | Melhor canção original             | "Al otro lado del río" (Jorge Drexler) | Venceu    | [ 8 ]  |
| Oscar 2005                                        | Melhor roteiro adaptado            | Jose Rivera                            | Indicado  | [ 8 ]  |
| BAFTA 2005                                        | Melhor filme em língua não inglesa | Melhor filme em língua não inglesa     | Venceu    | [ 9 ]  |
| BAFTA 2005                                        | Melhor Trilha Sonora               | Melhor Trilha Sonora                   | Venceu    | [ 9 ]  |
| BAFTA 2005                                        | Melhor filme                       | Melhor filme                           | Indicado  | [ 9 ]  |
| BAFTA 2005                                        | Melhor fotografia                  | Eric Gautier                           | Indicado  | [ 9 ]  |
| BAFTA 2005                                        | Melhor ator                        | Gael García Bernal                     | Indicado  | [ 9 ]  |
| BAFTA 2005                                        | Melhor ator coadjuvante            | Rodrigo de La Serna                    | Indicado  | [ 9 ]  |
| BAFTA 2005                                        | Melhor roteiro adaptado            | Jose Rivera                            | Indicado  | [ 9 ]  |
| Festival de Cannes                                | Melhor filme (Palma de Ouro)       | Melhor filme (Palma de Ouro)           | Indicado  | [ 11 ] |
| Grande Prêmio do Cinema Brasileiro                | Melhor filme estrangeiro           | Melhor filme estrangeiro               | Indicado  |        |
| César du cinéma                                   | Melhor filme não francês           | Melhor filme não francês               | Indicado  | [ 12 ] |
| Globo de Ouro                                     | Melhor filme estrangeiro           | Melhor filme estrangeiro               | Indicado  | [ 13 ] |
| Prêmio Goya                                       | Melhor roteiro adaptado            | Jose Rivera                            | Indicado  | [ 14 ] |
| Independent Spirit Awards                         | Melhor Diretor                     | Walter Salles                          | Indicado  | [ 15 ] |
| Independent Spirit Awards                         | Melhor Fotografia                  | Eric Gautier                           | Venceu    | [ 15 ] |
| Independent Spirit Awards                         | Melhor Estréia                     | Rodrigo De La Serna                    | Venceu    | [ 15 ] |
| Festival Internacional de Cinema de San Sebastián | Prêmio do Público                  | Prêmio do Público                      | Venceu    | [ 16 ] |